# Double, Double
Double, Double è un romanzo fantascientifico del 1989 scritto da Michael Jan Friedman. Pubblicato nell'aprile 1989 dalla Pocket Books, si tratta del 45° libro della serie di romanzi pubblicati dalla casa editrice basati sulla serie televisiva Star Trek.
Il romanzo è il seguito dell'episodio Gli androidi del dottor Korby della serie classica.

## Trama
Un androide, sopravvissuto alla distruzione del dottor Roger Korby e delle sue strutture scientifiche, crea una copia esatta del capitano Kirk ed invia una falsa richiesta di soccorso per far cadere in trappola l'equipaggio della nave stellare USS Hood in missione esplorativa.
Nel frattempo, l'equipaggio della USS Enterprise giunge su Tranquility Seven per concedersi un periodo di riposo. Il capitano Kirk si ritroverà però ben presto a doversi difendere dall'accusa di omicidio mentre la sua copia androide prenderà il suo posto al comando dell'Enterprise. Insieme ai superstiti della USS Hood e ai membri del suo equipaggio, Kirk dovrà combattere contro la terribile minaccia dell'androide.

## Personaggi
- James T. Kirk, capitano della USS Enterprise
- Spock
- Leonard McCoy
- Montgomery Scott
- Hikaru Sulu
- Pavel Chekov
- Christine Chapel
- Nyota Uhura
- Androide Kirk
- Brown, una nuova versione dell'originale androide Brown
- Joaquin Martinez,, capitano della USS Hood
- Jamal Banks, ufficiale scientifico della USS Hood
- Commander Stuart, primo ufficiale della USS Hood
- Gauri Vedra, capo ingegnere della USS Hood
- Kai Chin, ufficiale medico capo della USS Hood
- K'leb, nativo del pianete T'nufo